# Owen Thomas Jones
Owen Thomas Jones (16 de abril de 1878–5 de mayo de 1967) fue un geólogo galés.

## Educación
Nacido en Beulah, cerca de Newcastle Emlyn (Cardiganshire), fue el único hijo de David Jones y Margaret Thomas. Estudió en la escuela local de Trewen antes de asistir a la Escuela de Gramática Pencader en 1893. En 1896 pasó al University College de Aberystwyth, para estudiar física, graduándose en 1900. Continuó sus estudios en el Trinity College de Cambridge, obteniendo un grado en ciencias naturales (geología) en 1902.

## Carrera
En 1903 se incorporó al Servicio Geológico Británico, trabajando cerca de su hogar en Carmarthenshire y Pembrokeshire. Dedicó su carrera al estudio de la geología galesa y en 1909 publicó su primer artículo, sobre la estructura geológica de Plynlimon. En 1910 fue nombrado el primer profesor de geología en Aberystwyth. Ese mismo año se casó con Ethel May, con la que tendría dos hijos y una hija.
Aunque mantuvo toda su vida su interés por la geología galesa (especialmente por el Paleozoico Inferior), desde 1910 fue extendiendo su trabajo a otros campos como la plataforma continental de Gran Bretaña. En 1913 pasó a ser profesor de geología en la Universidad de Mánchester, y, desde 1930 y hasta 1943, profesor woodwardiano de geología en la Universidad de Cambridge. Durante esa última etapa se interesó en especial por la mineralogía.
Murió en la edad de 89 habiendo sido autor de más de 140 publicaciones. Un año antes de su muerte publicó un artículo describiendo en galés la fuente galesa de piedra de Stonehenge.

## Premios y honores
En 1926 fue elegido socio de la Sociedad Real. En 1956 le fue otorgada la Medalla Real de la misma, siendo referido como 'el más versátil de los geólogos británicos vivos'. El mismo año ganó también la medalla Lyell de la Sociedad Geológica de Londres. Llegó a ser dos veces presidente de dicha Sociedad Geológica (1936-1938, 1950-1951) y a ganar también su medalla Wollaston en 1945.